# رپتوس
رپتوس (به لاتین Raptus) یک علامت در آسیب‌شناختیِ روانی است که با هیجانِ کاتاتونیکِ آشکار، هیپرکینزی، توالیِ حرکتیِ کلیشه ای و پرخاشگری (آسیب به خود (خودکشی) یا خطر برای دیگران) خود را نشان می‌دهد. رپتوس در اسکیزوفرنیِ کاتاتونیک و سایرِ اختلالاتِ روانی رخ می‌دهد.